# Příběhy od jezerního břehu

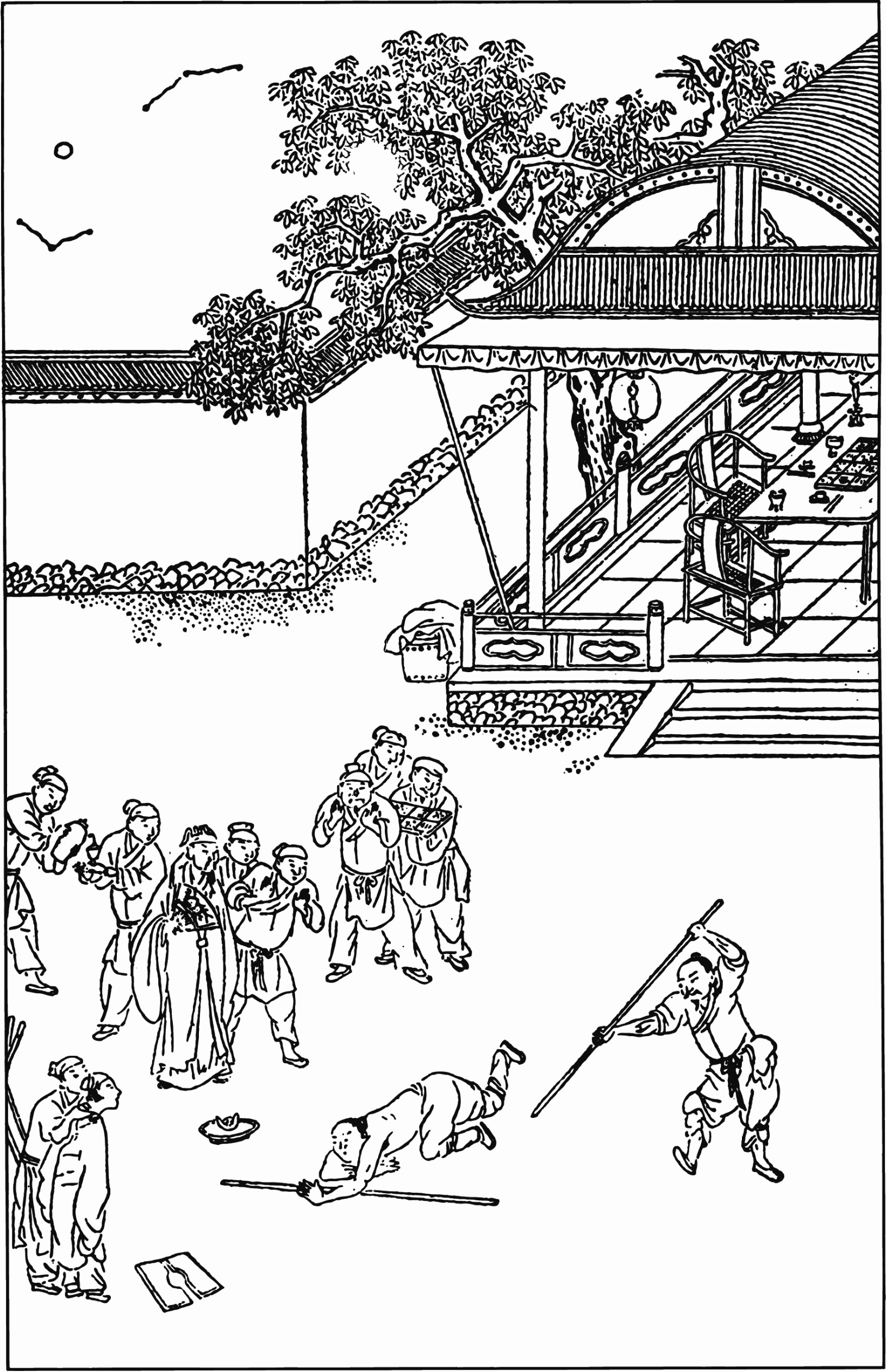
Ilustrace k románu z 15. století

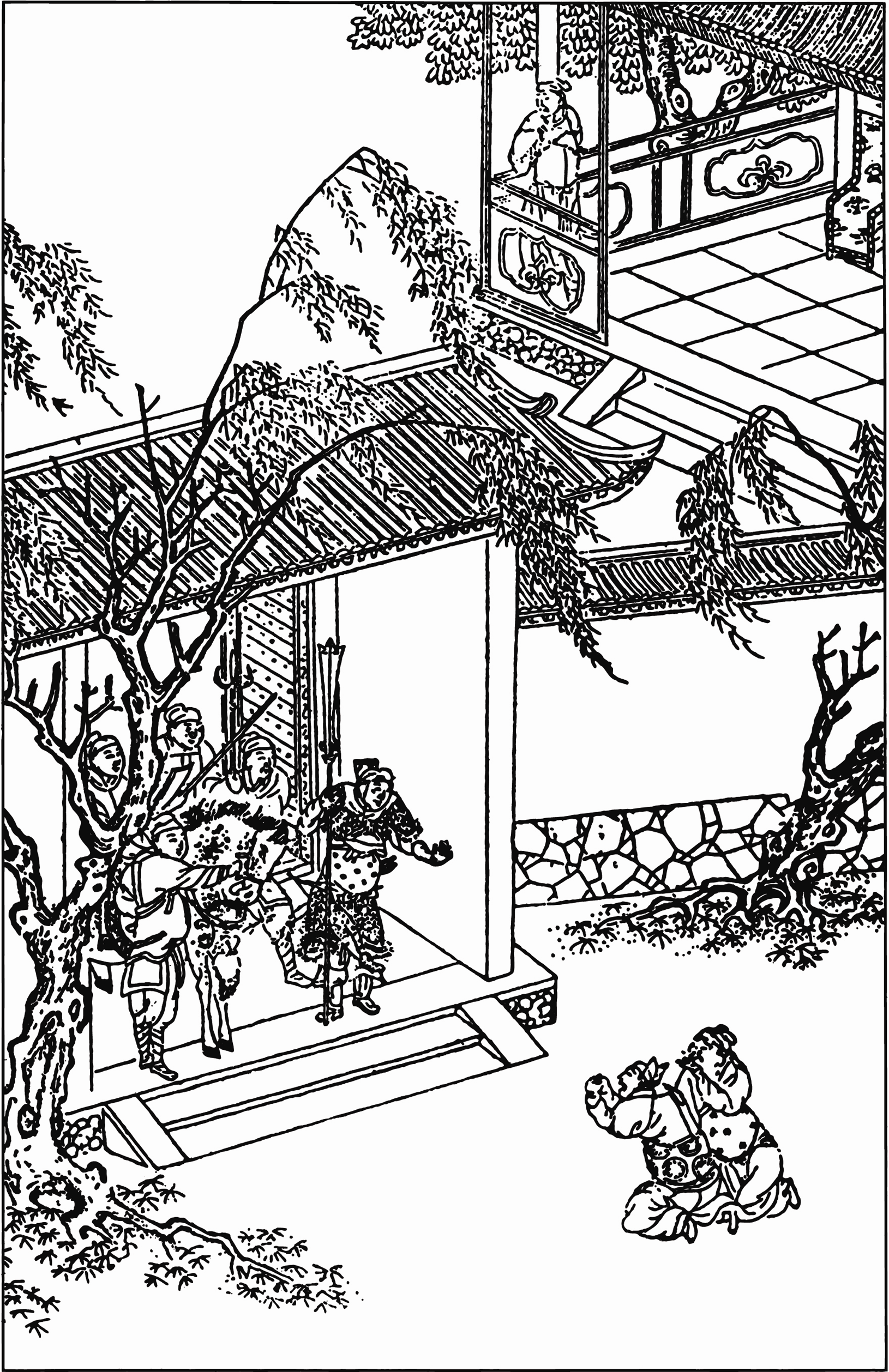
Ilustrace k románu z 15. století

Příběhy od jezerního břehu (čínsky: znaky 水浒传, pinyin Shuǐhǔ Zhuàn, český přepis Šuej-chu-čuan) jsou vedle Snu v červeném domě, Putování na západ a Příběhů Tří říší jedním ze čtyř klasických románů čínské literatury. Autorství románu sepsaného koncem 14. století je připisováno spisovateli Š’ Naj-anovi.
Román je přepracováním a dotvořením tradičních čínských vyprávění o osudech zbojníka a lidového hrdiny Sung Ťianga a jeho druhů, kteří se v letech 1117-1121 vzbouřili a přebývali v bažinách u Žluté řeky. Podle tradice je Š’ Naj-an autorem celé koncepce románu a jeho prvních sedmdesáti kapitol, zbývajících třicet dopsal Luo Kuan-čung, autor Příběhů Tří říší. Někteří literární historikové však tvrdí, že tento román napsal Luo Kuan-čung celý pod pseudonymem, protože Š’ Naj-an ve skutečnosti vůbec neexistoval.
Příběhy o Sung Ťiangovi a jeho společnících byly oblíbeným tématem lidových vypravěčů již v koncem období Sung. Zbojníci byli oslavování v básních i v malbách jejich příhody byly předváděny i na divadle. První svod těchto lidových vyprávění pochází již z roku 1280 a zachoval se v knize Süan-che i-š (Reminiscence na dobu Süan-che). Vystupuje zde skupina třiceti šesti zbojníků s přesně definovaným vlastnostmi, přezdívkami a příběhy, kteří byli ztotožňováni s třiceti šesti souhvězdími. Tato skupina se postupně rozrostla o sedmdesát dva dalších zbojníků, takže jich v Š’ Naj-anově románu vystupuje celkem sto osm.
Příběhy od jezerního břehu jsou tak vlastně souborem poměrně samostatných příběhů těchto sto osmi zbojníků, které spojuje jejich členství v Sung Ťiangově tlupě a jejich vzpoura proti zkorumpované byrokracii. Šťastný konec původních lidových vyprávění, kdy zbojníci obdrží od císaře milost, přepracoval však Š’ Naj-an na tragédii, ve které zbojníci jeden po druhém hynou. Hlavní dějovou linií je útěk písaře Sung Ťianga poté, co v hněvu zabil svou prodanou konkubínu. Prožívá různá dobrodružství, je však chycen a má být popraven. Zbojníci jej však zachrání a později si jej zvolí za vůdce. Pod jeho vedením úspěšně odolávají císařské armádě a nakonec vstoupí do císařových služeb. Intrikami dvořanů však přichází Sung Ťiang o život a s ním umírají i jeho věrní druzi, někteří dobrovolně na jeho hrobě.
V románě Š’ Naj-an prokázal bravurní zvládnutí vypravěčských technik a zralost literárního projevu. Román je plný velkolepých bojových scén, poetických popisů prostředí i přiléhavých charakteristik povah jednotlivých postav. Jde o první čínský román napsaný v hovorovém jazyce, který je bohatý a zemitý. Text jeho příběhů byl však neustále měněn a rozšiřován o další epizody. Původní verze o stu kapitolách se stala základem vydání z roku 1549, vznikaly však edice až o 124 kapitolách, například Úplné vyprávění o věrných a spravedlivých hrdinech jezerního břehu (Čung-i šui-chu čchüan-čuan) z konce 16. století. Vydání ze 17. století zase změnilo buřičskou tendenci díla moralistním závěrem, kdy se jednomu ze zbojníků zdá sen o společné smrti na popravišti (tato verze vybavená dokonce falešnou Š’ Naj-anovou předmluvou na dlouho dobu vytlačila v Číně všechny ostatní).

## Česká vydání
- Všichni lidé jsou bratři, Rudolf Škeřík, Praha 1937, z anglického překladu Pearl S. Buckové All Men Are Brothers z roku 1933 přeložili Zdeněk Vančura, Marie Nováková a Julie Matoušková.
- Příběhy od jezerního břehu, Naše vojsko, Praha 1962, vybral a přeložil Augustin Palát.